# Večernja molitva časoslova
Večernja molitva časoslova je molitva u vrijeme zalaska sunca u pravoslavnoj, katoličkoj, anglikanskoj i luteranskoj liturgiji kanonskih sati. 
Riječ dolazi od grčkog ἑσπέρα "hespera" i latinskog "vesper", što znači "večer". Pojam se također koristi u nekim protestantskim denominacijama (poput Prezbiterijanske Crkve i adventista sedmog dana) kako bi se opisalo večernje moljenje.
Molitva se događa u vrijeme sumraka. Njome se zahvaljuje za dan koji je prošao i čini se večernja žrtva hvale Bogu (Psalam 141: 1).
Opća struktura rimskog obreda katoličke službe Večernje ima ovaj raspored:
- Večernja se otvara pjevanjem: "O Bože,dođi i spasi me! Gospodine, dođi što prije i pomozi mi! Slava Ocu i Sinu i Duhu Svetomu, kako bijaše na početku, tako i sada i vazda u vijeke vijekova. Amen. Aleluja." "Aleluja" se izostavlja u korizmi.
- Pjeva se zadani himan iz himnarija.
- Pjeva se zadani psalmodij: u liturgiji u općoj uporabi od 1970. godine postoje dva psalma i hvalospjev iz Novoga zavjeta, dok se u starijoj tradiciji umjesto toga pjeva pet psalama. Svaki psalam (i hvalospjev) završava sa Slava Ocu i prethodi i slijedi antifonom.
- Nakon psalama, čita se iz Biblije.
- Zatim slijedi kratki responzorij, koji se sastoji od stiha, odgovora, u prvoj polovici samo od Slava Ocu, a zatim opet od stiha.
- Zatim se pjeva Veliča (Magnificat) - pjesma Blažene Djevice Marije iz Evanđelja po Luki 1,46-55. Magnificat uvijek prethodi antifoni, a nakon toga slijede Gloria i antifona.
- Slijede zagovorne molitve, Oče naš, a zatim zatvaranje molitvom (oratio) i konačni blagoslov.
- Na kraju često slijedi blagoslov s Presvetim.